# Rayhana
Rayhana (* 1964 in Algerien) ist eine algerische Theaterautorin, Schauspielerin und Frauenrechtlerin.

## Leben
Rayhana ist die uneheliche Tochter von Mansour, eines in Aurès geborenen algerischen Freiheitskämpfers und von Connie De Grooth, einer niederländischen Krankenschwester. Aufgewachsen bei Mansours Ehefrau Zhara, erfuhr sie erst im Alter von 17 Jahren, wer ihre leibliche Mutter war. Gegen den Willen ihres Vaters begann sie ein Kunststudium.
Sie hat einen älteren Bruder, Fawzi, und eine jüngere Schwester, die 1981 geboren wurde.
Verheiratet, dann geschieden, verließ sie Algerien im Jahr 2000 mit ihrem fünfjährigen Sohn nach Frankreich. Sie heiratete in zweiter Ehe einen Elsässer, Bernard Obermeyer.

## Politische Entwicklung
Schon in ihrer Jugend wurde sie zur Atheistin und las Werke von Lenin und Marx. Als Streikführerin wurde sie von der Kunsthochschule in Algier verwiesen und wechselte ins Schauspielfach, wo sie erneut wegen ihres politischen Engagements für die kommunistische Partei Probleme bekam und gehen musste.
Nachdem sie in ihrem Heimatland Algerien miterleben musste, wie 1995 der Intendant des Staatstheaters Azzedin Medjoubi und auch der mit ihr arbeitende Filmregisseur Ali Tenkhi getötet wurden, floh sie fünf Jahre später vor der islamischen Gewalt der schwarzen Jahre aus Algerien nach Frankreich, wo sie durch das Engagement Ariane Mnouchkines Asyl erhielt.
„In diesem Entwicklungsland haben die Frauen das Recht auf Bildung und Berufsausübung. Doch leider werden ihr staatsbürgerliches Bewusstsein und ihr demokratischer Wille von der traditionellen Religion unterdrückt“, sagte Rayhana im Dezember 2009 gegenüber einer französischen Zeitung. Aufgrund ihres mutigen Einsatz für die Freiheit der Frauen wurde Rayhana im Januar 2010 auf offener Straße in Paris angegriffen: Auf dem Weg zur Aufführung ihres Stückes, in dem es um neun algerische Frauen geht, hielten sie zwei muslimische Männer von hinten fest und beschimpften sie als „Hure“ und „Ungläubige“. Sie beschütteten sie mit Benzin und bewarfen sie mit einer Zigarette, die jedoch erlosch. Staatssekretärin Nadine Morano, Bürgermeister Bertrand Delanoë und Kulturminister Frédéric Mitterrand drückten Rayhana ihre Unterstützung aus. Auch Rayhanas Bruder war der Verfolgung von Islamisten ausgesetzt und wurde von ihnen, offenbar aufgrund seiner Homosexualität, in Paris ermordet.
Rayana beobachtet die Radikalisierung des Islams und die Zunahme von sogenannten „Ehrenmorden“ in Deutschland mit Sorge. 2014 wurde Rayhana für ihr Stück In meinem Alter rauche ich immer noch heimlich mit dem Jürgen Bansemer & Ute Nyssen Dramatiker Preis ausgezeichnet. Das Stück wurde 2015 verfilmt und 2016 am Stadttheater Ingolstadt und am Theater tri-bühne in Stuttgart inszeniert.